# Нгатикский креольский язык
Нгатикский креольский, или нгатикский (Ngatikese, Ngatikese Men’s Language) — контактный язык на основе английского, на котором говорят, в основном, на атолле Сапвуахфик (бывший Нгатик) на Каролинских островах в ФШМ. На нём говорят около 500 человек на атолле и ещё 200 на близлежащих крупных островах Понпея. Это креольский язык, состоящий из английского и понапе.
«Нгатикский» также относится к не-креолизованному местному диалекту языка понапе (сапвуахфикский понапе), на котором тоже говорят на атолле.